# Bordertown, Australia

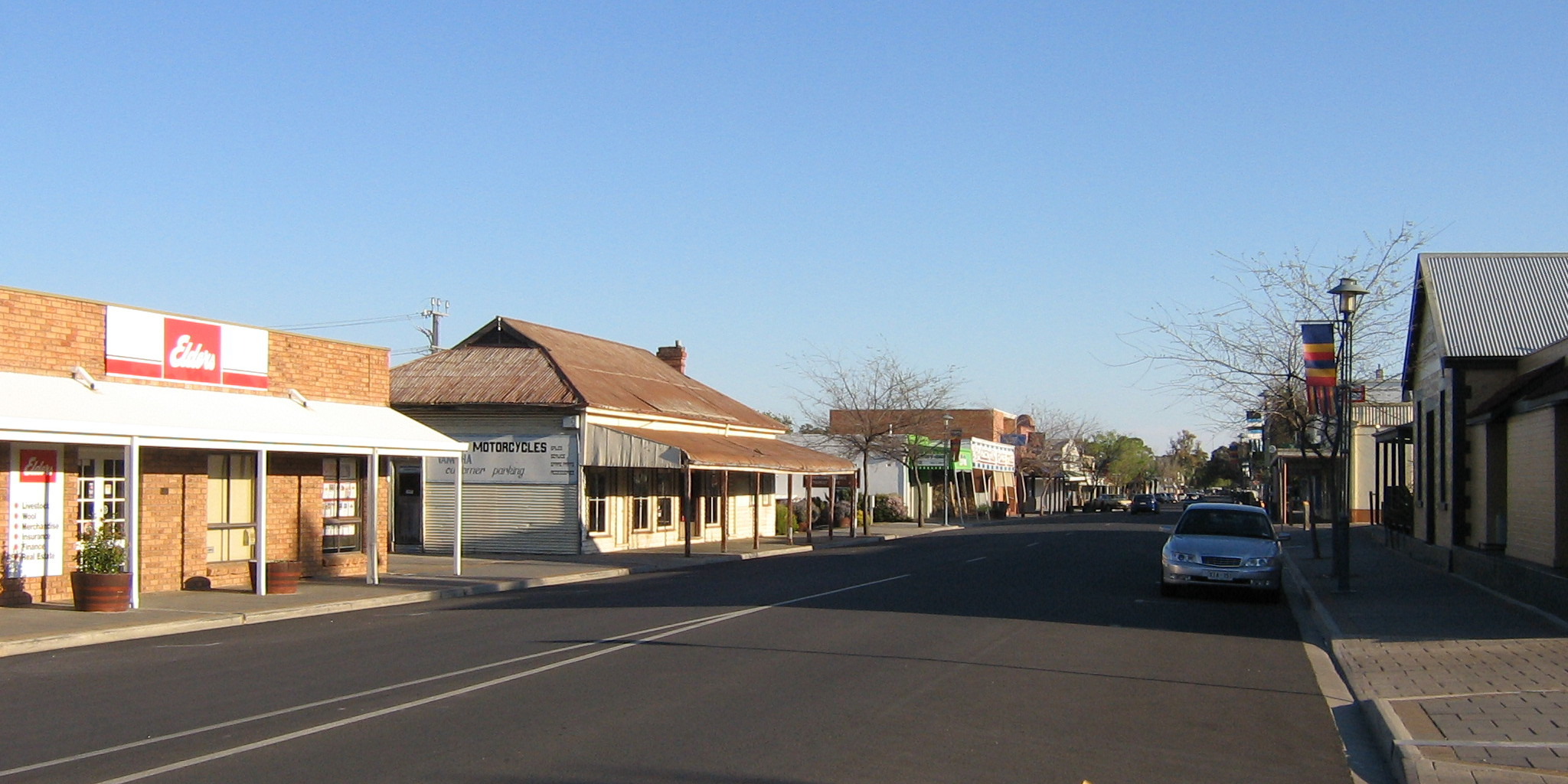
Strada principală din Bordertown

Bordertown este un oraș în statul Australia de Sud, Australia.